# Lucreția

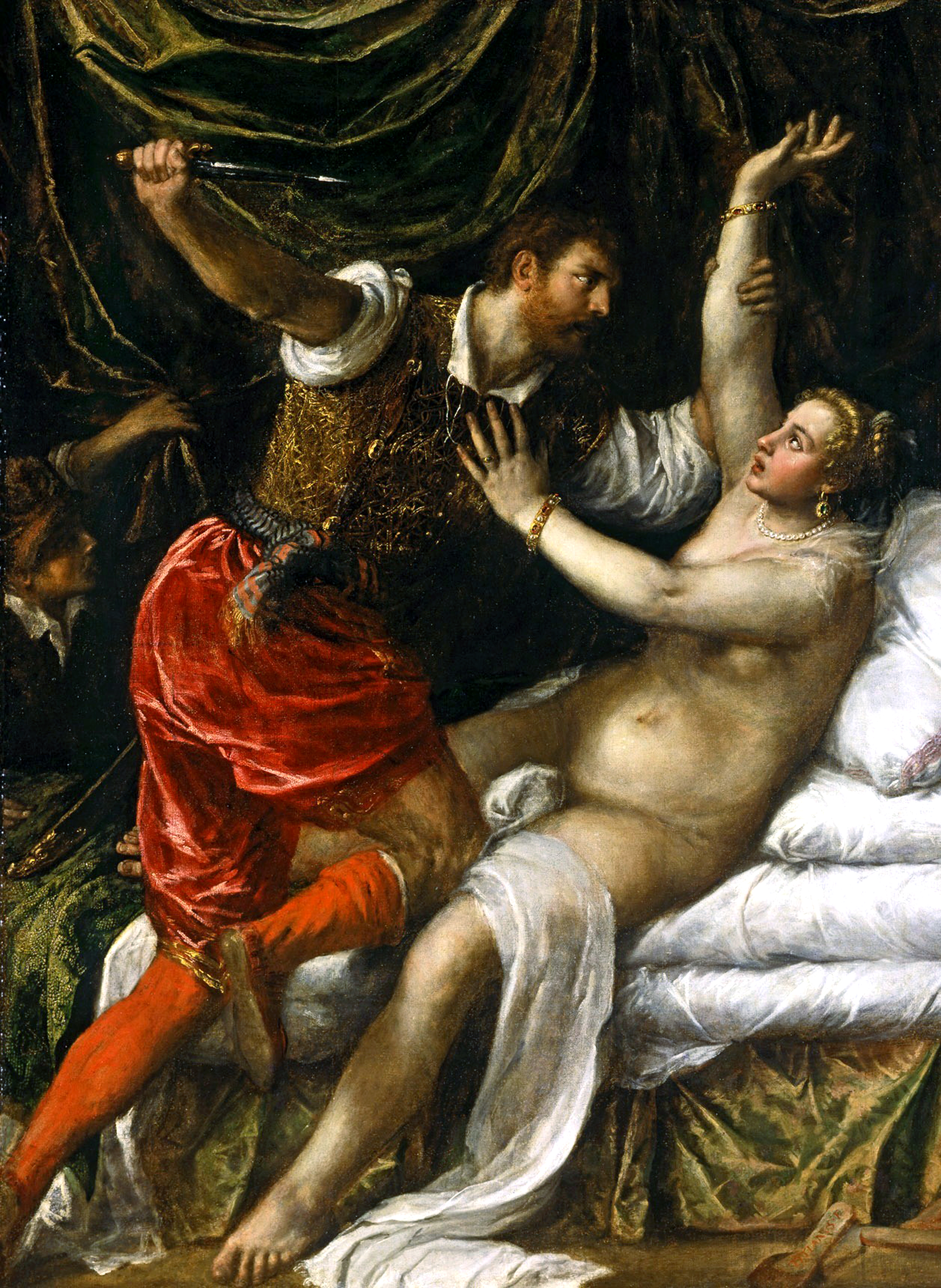
Tizian Tarquiniu și Lucreția (1571)

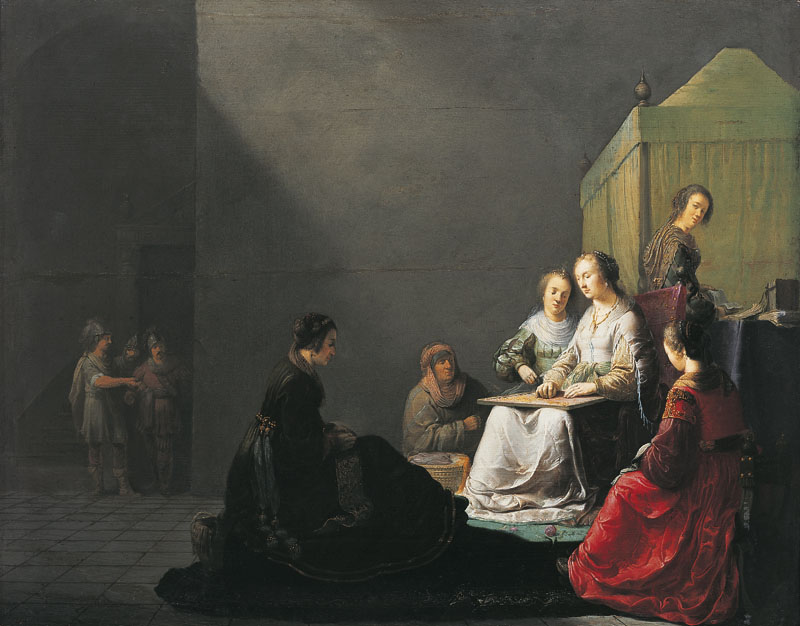
Reprezentare neobișnuită a Lucreției țesând cu doamnele ei de onoare, 1633, Willem de Poorter

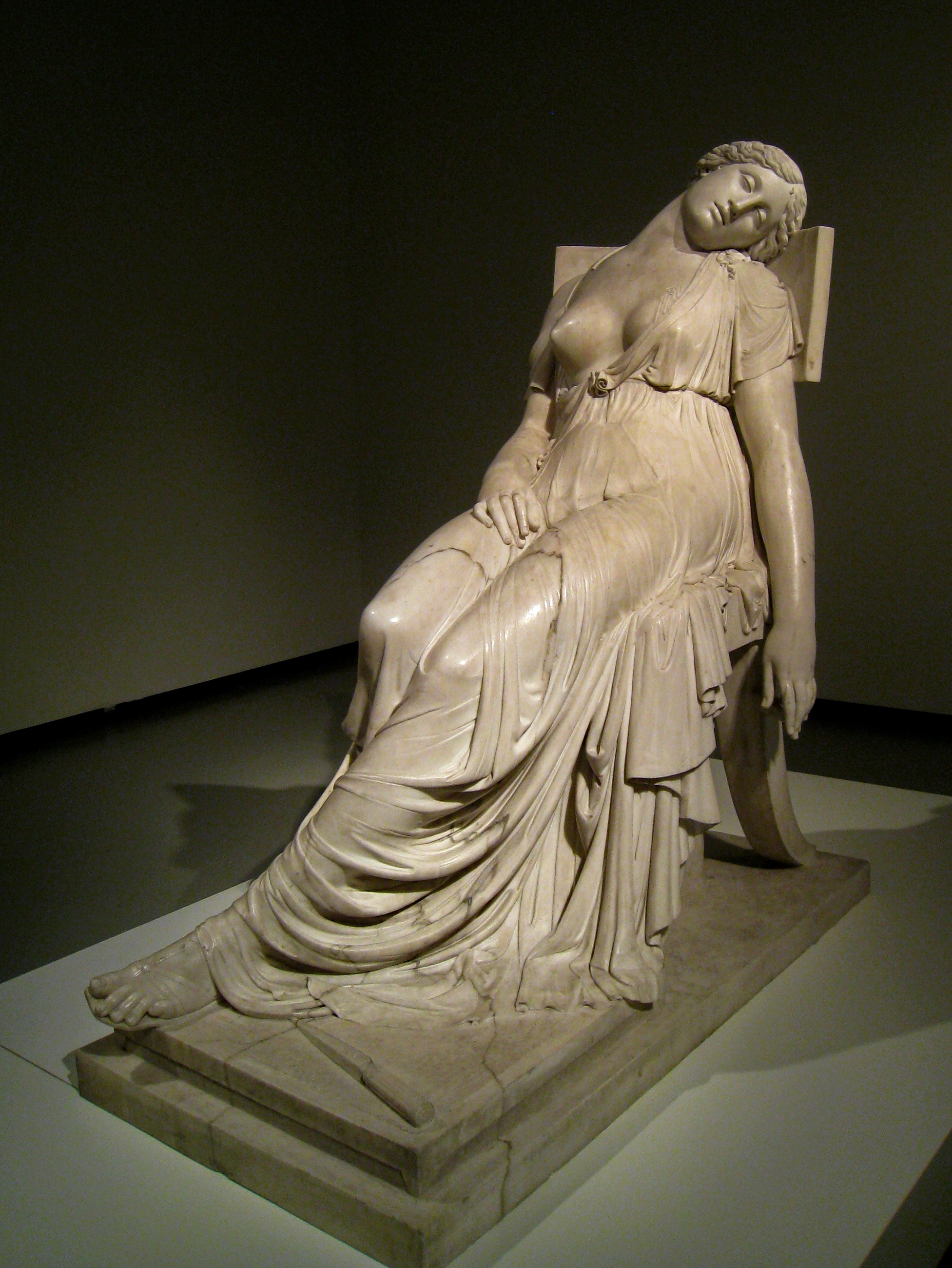
Lucreția moartă, sculptorul catalan Damià Campeny(1804),. Barcelona: Llotja de Mar.

Lucreția (în latină Lucretia; d. c. 510 î.Hr.) a fost o femeie romană a cărei soartă a jucat un rol esențial în tranziția statului roman de la regat la republică. Deși nu au existat surse contemporane, istoricul roman Titus Livius și istoricul greco-roman Dionisie din Halicarnas din timpul împăratului Caesar Augustus (23 septembrie 63 î.Hr. – 19 august 14 d. Hr.) au fost de acord că a existat o astfel de femeie, că ea s-a sinucis după ce a fost violată de fiul regelui etrusc și că acest eveniment a fost cauza imediată a revoltei antimonarhice care a răsturnat monarhia.
Incidentul a aprins flacăra nemulțumirii față de metodele tiranice ale ultimului rege al Romei, Lucius Tarquinius Superbus. Ca urmare, principalele familii au instituit republica, au alungat familia regală a lui Tarquiniu din Roma și au apărat cu succes republica împotriva intervenției triburilor etrusce și latine. Ca rezultat, violul a devenit o temă majoră în arta europeană și literatură.
Unul din primii doi consuli ai Republicii Romane, Lucius Tarquinius Collatinus, a fost soțul Lucreției. Toate sursele privind instituirea republicii reiterează evenimentele de bază ale poveștii Lucreției, deși relatările diferă ușor. Povestea Lucreției nu este considerată un mit de majoritatea istoricilor, ci mai degrabă o legendă istorică despre o istorie timpurie, care era în mare parte folclor. Dovezile indică existența istorică a unei femei pe nume Lucreția și un incident istoric, care a jucat într-adevăr un rol critic în căderea monarhiei. Multe dintre detaliile specifice sunt, totuși, discutabile, și variază în funcție de scriitor. Utilizarea târzie a legendei are mai degrabă virtuți artistice și pedagogice decât valoare istorică.
Întrucât evenimentele din povestire au loc rapid, data incidentului este, probabil, în același an, ca prima dintre fasti. Dionisie din Halicarnas, o sursă majoră, stabilește acest an „la începutul celei de a șaizeci și opta Olimpiadă ... Isagoras fiind arhonte anual la Atena”;, adică 508/507 Î Hr.. Lucretia, prin urmare, a murit în 508 î.Hr. Alte surse istorice tind să susțină această dată, dar anul este discutabil într-un interval de aproximativ cinci ani.

## Incidentul

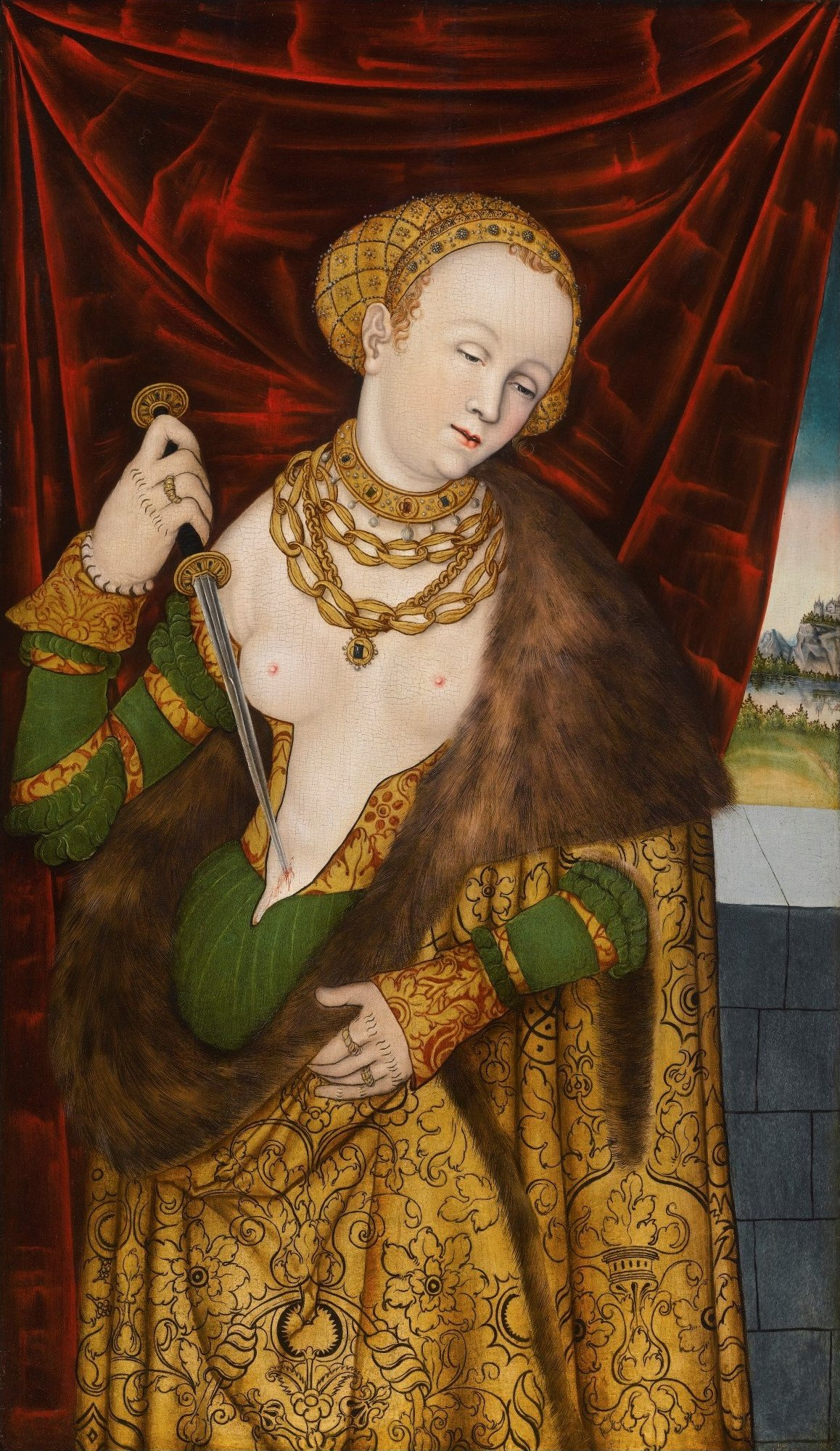
Lucreția, 1525, Monogrammist I. W. activ în studioul Cranach c. 1520-40. Cea mai obișnuită reprezentare.

Lucius Tarquinius Superbus, ultimul rege al Romei, fiind ocupat cu asediul cetății Ardea, a trimis pe fiul său, Sextus Tarquinius, într-o misiune militară în Collatia. Sextus a fost primit cu mare ospitalitate în casa guvernatorului, casa lui Lucius Tarquinius Collatinus, fiul nepotului regelui, Arruns Tarquinius, fostul guvernator al Collatiei și primul dintre Tarquinii Collatini. Soția lui Collatinus , Lucreția, fiica lui Spurius Lucretius, prefect al Romei, "un om de distincție," - s-a asigurat ca fiul regelui să fie tratat conform rangului său, deși soțul ei era plecat la asediu.
Într-o variantă a poveștirii, Sextus și Collatinus, la o petrecere cu vin, au dezbătut despre virtuțile soțiilor lor; atunci Collatinus s-a oferit voluntar să lămurească dezbaterea mergând toți călări la casa lui pentru a vedea ce face Lucreția. Ea țesea împreună cu o servitoare.  Atunci i-au acordat ei laurii victoriei și Collatinus i-a invitat să-i facă o vizită, dar pentru moment s-au întors în tabără.
În timpul nopții, Sextus, a intrat în dormitorul ei în secret, ocolind în liniște sclavii care dormeau la ușa ei. Ea s-a trezit. El a spus cine este și a pus-o să aleagă: sau îi acceptă avansurile sexuale și avea să devină soția lui și viitoarea regină, sau avea să o ucidă pe ea și pe unul din sclavi, așezându-le trupurile împreună,  pentru a pretinde apoi că a surprins-o săvârșind adulter (a se vedea sexualitatea în Roma antică și atitudinea romanilor față de sex). În altă variantă a povestirii, Sextus s-a întors din tabără câteva zile mai târziu, cu un însoțitor pentru a da curs invitației lui Collatinus de a-l vizita și a fost găzduit într-un dormitor pentru oaspeți. El a intrat în camera Lucreției în timp ce ea se afla goală în patul ei și a început să o spele pe burta cu apă, trezind-o.

## Consecințele
Sextus s-a întors în tabără. A doua zi, Lucreția, îmbrăcată în negru, s-a dus la casa tatălui ei la Roma și s-a aruncat la pământ, îmbrățișându-i plângând genunchii. Cerându-i-se să se explice, ea a insistat ca mai întâi să fie citați martorii; abia apoi a dezvăluit violul și le-a cerut tuturor răzbunare, un motiv care nu putea fi ignorat, căci vorbea primului magistrat al Romei. În timp ce ei dezbăteau, Lucreția a scos un pumnal și s-a înjunghiat în inimă. Ea a murit în brațele tatălui ei, cu femeile care erau de față plângând și jelind. "Această îngrozitoare scenă i-a umplut pe romanii prezenți de atâta groază și compasiune încât toți au strigat cu un singur glas că ei ar prefera să moară de o mie de ori în apărarea libertății decât să sufere astfel de ofense din partea tiranilor."
În versiunea alternativă, ea nu a mers la Roma, dar a trimis după tatăl ei și după soțul ei, cerându-le să aducă câte un prieten fiecare. Persoanele selectate au fost Publius Valerius Publicola de la Roma și Lucius Junius Brutus din tabăra de la Ardea. Au găsit-o pe Lucreția în camera ei. Ea le-a spus ce s-a întâmplat și le-a cerut să  jure că se vor răzbuna: "Jurați-mi solemn că adulterul nu va rămâne nepedepsit"— și în timp ce ei discutau, a scos un pumnal și s-a înjunghiat în inimă.
Într-o altă versiune, Collatinus și Brutus se întorceau la Roma neștiutori, au primit mesaj și au fost aduși la scena morții. Brutus s-a întâmplat să fie un participant motivat politic. Era din familia Tarquinia din partea mamei sale, fiul Tarquiniei, fiica lui Lucius Tarquinius Priscus, cel de-al treilea rege înainte de ultimul. El era un candidat la tron, dacă ceva ar fi fost să i se întâmple lui Superbus. Prin lege, cu toate acestea, fiind un Iunius pe linie paternă, el nu era un Tarquiniu și, prin urmare, putea mai târziu să propună exilarea Tarquinilor fără teamă. El a dobândit porecla Brutus, "Neghiob," făcând-o pe  prostul ca să nu atragă suspiciunea regelui. Superbus i-a  luat moștenirea și   i-a lăsat un salariu de mizerie, ținându-l la curte pentru divertisment.

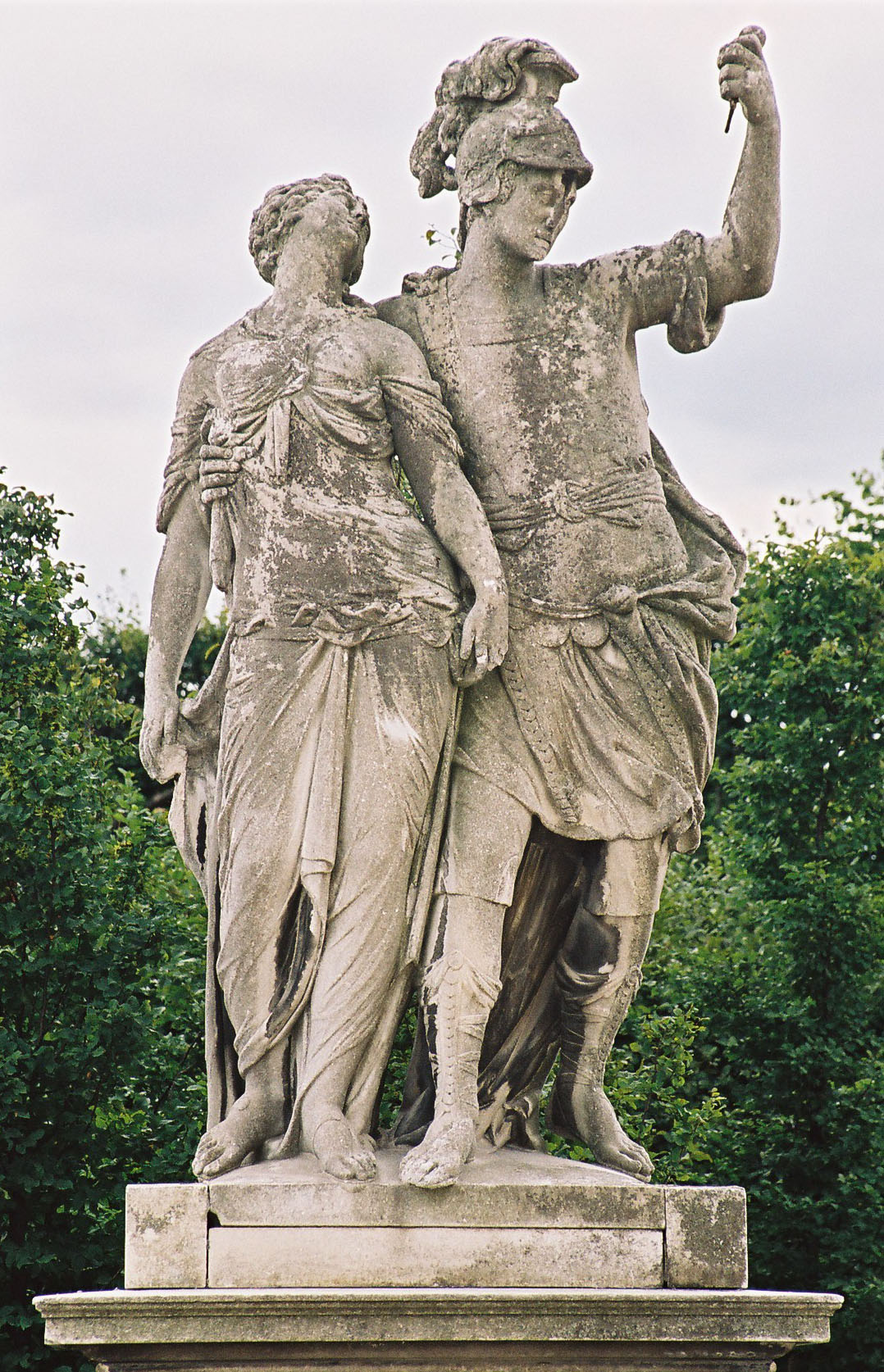
Un subiect mai rar atacat de artiști: Brutus ținând cuțitul și pe Lucreția și jurând răzbunare.

Collatinus, văzându-și soția moartă, este înnebunit de durere. O ține în brațe, o sărută, o cheamă pe nume și îi vorbește. Văzând în asta mâna Destinului, prietenul său Brutus le vorbește celor care erau la funeralii, explicându-le că s-a prefăcut că este neghiob și le propune totodată să-i alunge pe Tarquini din Roma. Apucând cuțitul însângerat, s-a jurat pe Marte și pe toți ceilalți zei, că va face tot ce era în puterea lui pentru a răsturna dominația Tarquinilor. El promite totodată că nu se va împăca niciodată cu tirania și că, dacă vreodată își va încălca cuvântul, atunci el și copiii săi să aibă aceeași soartă ca și Lucreția.

El înmânează pumnalul fiecăruia dintre cei prezenți și le cere să jure. Cele două povești sunt de acord asupra acestui punct: versiunea lui Titus Livius este:
„Prin acest sânge—cel mai pur înainte de pângărirea săvârșită de fiul regelui—jur, și voi, o, zei, vă chem martori că îl voi alunga pe  Lucius Tarquinius Superbus, împreună cu soția lui blestemată și toți cei de un sânge cu ei, cu foc și sabie și toate mijloacele aflate în puterea mea, și nu voi permite nimănui să mai fie rege în Roma.”

## Revoluția

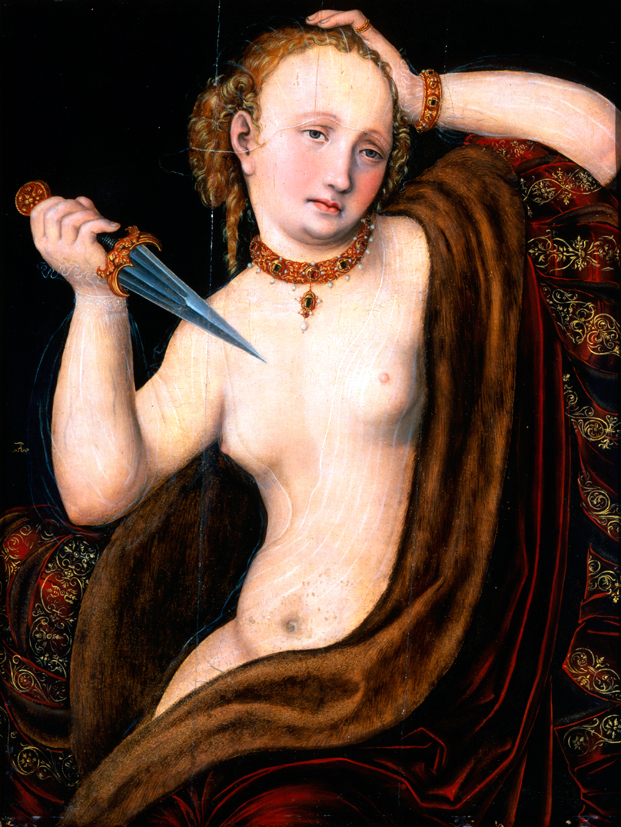
Lucreția de Lucas Cranach cel Bătrân

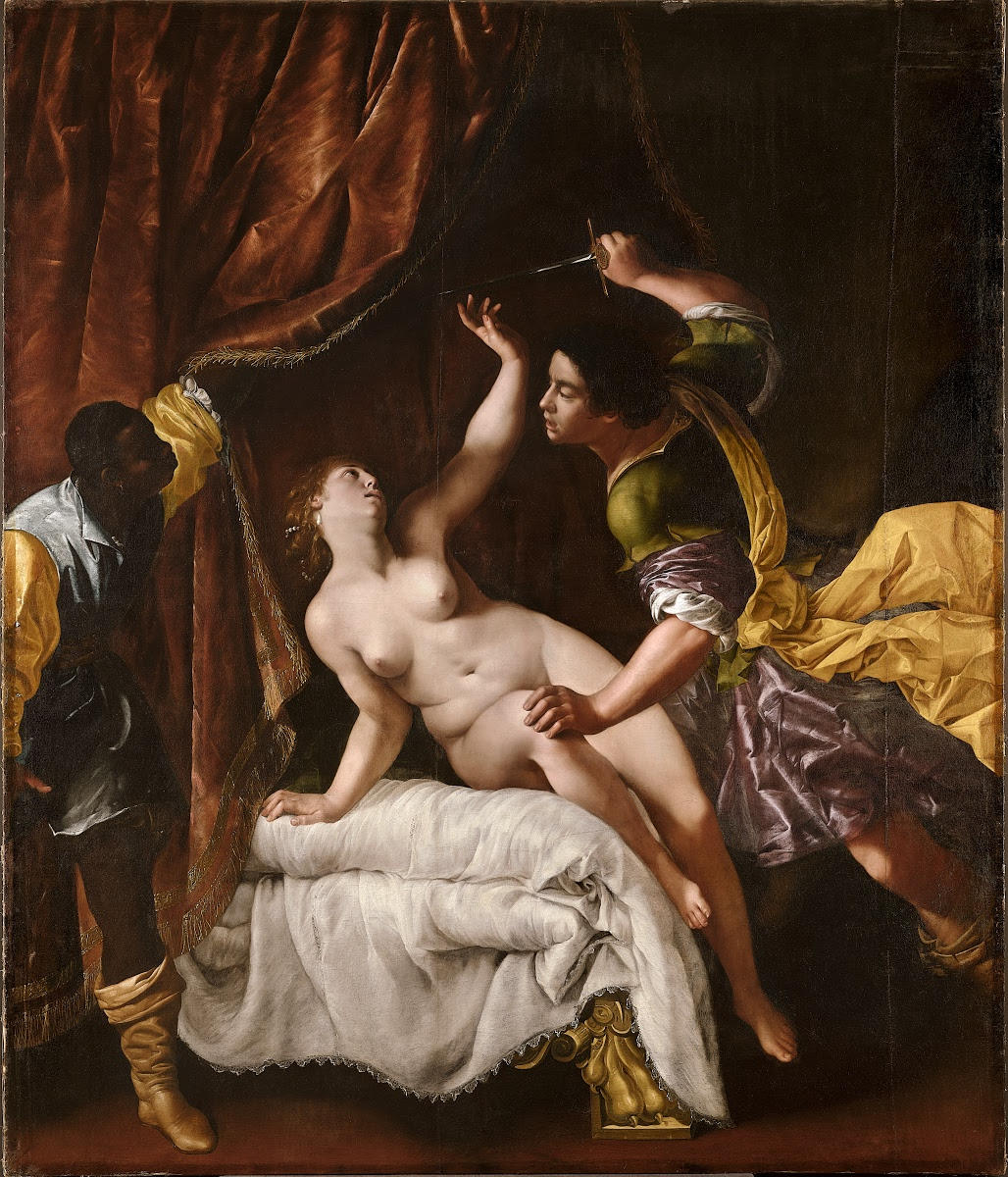
Violul, de Artemisia Gentileschi

Nou înființatul comitet revoluționar defilează cu cadavrul însângerat până la Forumul Roman și acolo își face auzite plângerile împotriva Tarquinilor și încep adune o armată. Brutus "le-a cerut să acționeze ca niște bărbați și ca niște romani și să ia armele împotriva obraznicilor dușmani." Porțile Romei au fost blocate de către proaspeții soldați revoluționari și mulți au fost trimiși să păzească Collatia. De acum, o mulțime s-a adunat în forum; prezența magistraților în rândul revoluționarilor menține ordinea.
Brutus s-a întâmplat să fie tribun de Celeres, așa că teoretic avea căderea să cheme curiile romane, o organizație de familii patriciene folosită în principal pentru a ratifica decretele regelui. Citarea ei la fața locului a transformat mulțimea într-o autoritate legislativă și discursul ținut în fața lor este unul dintre cele mai faimoase din antichitatea romană.
Brutus a deschis o dezbatere cu privire la forma de guvernământ pe care Roma ar trebui să oaibă, o dezbatere la care au vorbit mulți patricieni. În concluzie el a propus alungarea Tarquinilor din toate teritoriile Romei, numirea unui interrex care să numească noi magistrați și desfășurarea alegerilor de ratificare. Ei au decis forma republicană de guvernământ cu doi consuli în loc de un rege care să execute voința senatului format din patricieni. Aceasta a fost o măsură temporară până când aveau să poată să ia în considerare detaliile cu mai multă atenție. Brutus a renunțat la orice drept la tron. În anii următori atribuțiile regelui au fost împărțite între diverse alte magistraturi eligibile.
Au loc alegerile generale. Votul a fost pentru republică. Se terminase cu monarhia, chiar în timp ce cadavrul Lucreției încă era dusă prin forum.
Consecințele constituționale ale acestui eveniment au reverberat mai mult de două mii de ani. Roma nu va mai avea din nou un "rege" ereditar, chiar dacă mai târziu , împărații au fost conducători absoluți, doar că nu se numeau așa. Această tradiție constituțională l-a împiedicat atât pe Iulius Cezar cât și pe Octavian Augustus să accepte o coroană; în schimb, ei au adunat toate magistraturile în mâna lor. Succesoriilor, atât la Roma cât și la Constantinopol, au aderat la această tradiție măcar de formă, dacă nu și în esență, și chiar și Sfântul Împărat Roman al Germaniei era mai degrabă ales, decât ereditar—până la abolirea lui în timpul Războaielor Napoleoniene, 2314 ani mai târziu.

## Ce a urmat

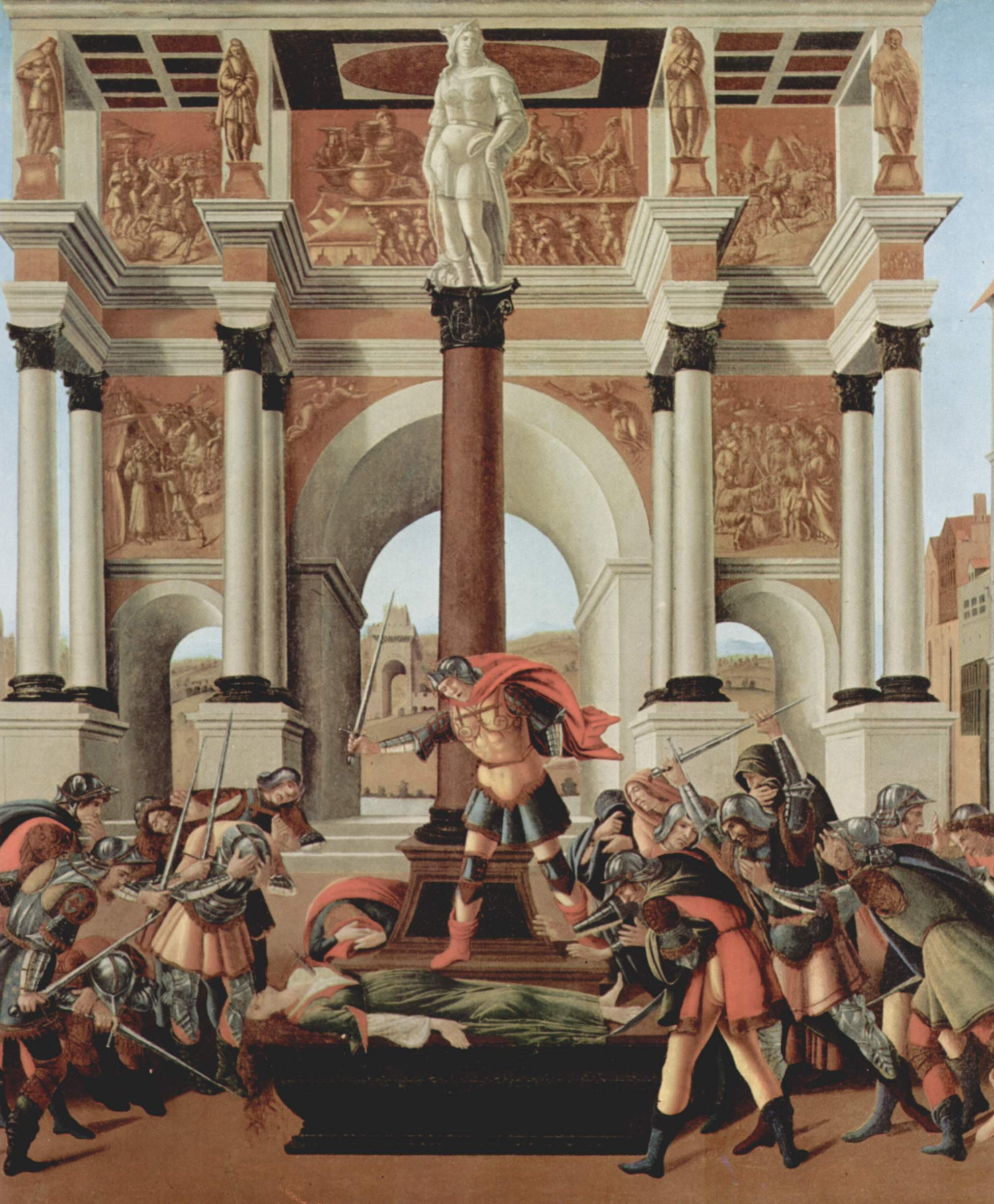
Detaliu din Povestea Lucreției (c. 1500–01 1500-01), de Sandro Botticelli. Aici cetățeni cu săbiile scoase jură răsturnarea monarhiei.

Auzind de cele întâmplate la Roma, regele, fiii săi și mai mulți soldați se îndreaptă în grabă spre oraș, lăsându-i pe Titus Herminius și pe Marcus Horatius la comanda trupelor din Ardea. Porțile Romei fiind blocate și oameni înarmați pe ziduri, s-au întors în tabără. Între timp, au ajuns scrisorile de la comitetul revoluționar și au fost citite trupelor de către Herminius și Horatius, iar trupele votează și ele republica.  Într-o altă poveste, Tarquinii ar fi fugit în localitatea Gabii. Un armistițiu de 15 ani a fost încheiat cu Ardea. Trupele s-au întors la Roma.
Superbus n-a stat mult timp în Gabii. El a trebuit să se retragă cu oamenii pe domeniul Tarquinilor, unde a ridicat steagul intervenției printre etrusci. Într-o poveste alternativă a mers direct pe domeniul Tarquinilor cu doi dintre fiii lui; cel de-al treilea, Sextus, a încercat să reia controlul Gabii, dar a fost asasinat. Romanii ajung să se confrunte cu intervenția etruscilor (Horatius Cocles) și cu Liga latină (Bătălia de la Lacul Regillus).Ura împotriva Tarquinilor era mare. Lui Collatinus i s-a cerut să demisioneze din cauza unor probleme constituționale. El a respectat cererea și a fost înlocuit de către Publius Valerius Publicola.

## În literatură și muzică

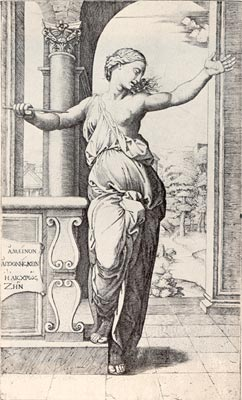
Marcantonio Raimondi 1534 gravură reprezentând o sinucidere

Povestirea lui Titus livius Ab Urbe Condita Libri (c. 25-8 Î. hr.) este cel mai vechi document istoric pe acest subiect. În narațiunea sa, soțul ei se laudă cu virtutea soției sale lui Tarquiniu și altora. Titus Livius compară virtutea romanei Lucreția, care a rămas în camera ei de țesut, cu cea a doamnelor etrusce  care se ospătau cu prietenii. Ovidiu relatează povestea Lucreției în Cartea a II-a a operei Fasti, publicată în 8 AD, concentrându-se pe caracterul trufaș al lui Tarquiniu. Mai târziu, Sfântul Augustin a vorbit de figura de Lucreției în Cetatea lui Dumnezeu (publicată în 426 AD) apărând onoarea femeilor creștine care au fost violate în timpul prădării Romei și care nu s-au  sinucis.
Povestea Lucreției a devenit o pildă în Evul mediu târziu. Lucreția apare la Dante în secțiunea Limbus rezervată nobililor din Roma și altor "virtuoși păgâni" în Canto IV din Inferno. Christine de Pisan a folosit figura Lucreției ca Sfântul Augustin din Hippo, în al ei Oraș al Femeilor, luând apărarea sfințeniei unei femei.
Este repovestită în Geoffrey Chaucer: Legenda Femeii celei Bune, John Gower: Confessio Amantis (Cartea a VII-a), și John Lydgate: Caderea prinților.  Violul și sinuciderea Lucreției este, de asemenea, obiectul unui lung poem al lui William Shakespeare din 1594: Siluirea Lucreției; de asemenea, el a menționat-o în Titus Andronicus, în Cum vă place, și în A douăsprezecea noapte și face aluzie la ea în Macbeth. Niccolò Machiavelli în comedia Mandragora se bazează vag pe această poveste.

## Subiect în artă
De la Renaștere încoace, sinuciderea Lucreției a fost un subiect frecvent pentru artiștii vizuali precum: Tițian, Rembrandt, Dürer, Rafael, Botticelli, Jörg Breu cel Bătrân, Johannes Moreelse, Artemisia Gentileschi, Damià Campeny, Eduardo Rosales, Lucas Cranach cel Bătrân, și alții. Cel mai frecvent, fie este înfățișat momentul violului, fie Lucreția este prezentată singură în momentul sinuciderii. În oricare situație, hainele ei sunt răvășite sau lipsesc, în timp ce Tarquiniu este în mod obișnuit îmbrăcat.
- Tarquin și Lucreția (Tițian) - scenă violentă de viol
- Povestea Lucreției (Botticelli) - trei scene, a violului, denunțarea și sinuciderea
- Sinuciderea Lucreției (Dürer) - o singură figură
- Lucreția și soțul ei  reprezentare a Lucreției cu un cuțit în mână și o umbră masculină chiar în spate. Este fie Tarquin, fie soțul ei. De Tițian sau de Palma Vecchio.
- Lucretia (Veronese)

## Link-uri externe
- „Lucretia”. Encyclopædia Britannica. 17 (ed. 11). 1911.
- Parada, Carlos (1997). „Lucretia”. Greek Mythology Link. Accesat în 30 iulie 2009. Mai multe valori specificate pentru |nume= și |last= (ajutor)
- Rijn, Rembrandt Harmensz van (1666). „Lucretia”. The Minneapolis Institute of Arts. Arhivat din original la 1 septembrie 2009. Accesat în 30 iulie 2009. Mai multe valori specificate pentru |nume= și |last= (ajutor)